# Zwartmaskerboszanger
De zwartmaskerboszanger (Abroscopus schisticeps) is een vogel in de familie van de Cettiidae.

## Verspreiding en leefgebied
Het dier is te vinden in Bhutan, China, India, Myanmar, Nepal en Vietnam. Zijn natuurlijke habitat is subtropisch of tropisch laagland en vochtige bossen (nevelwouden).
De soort telt 3 ondersoorten:
- A. s. schisticeps: de centrale Himalaya.
- A. s. flavimentalis: van de oostelijke Himalaya tot westelijk Myanmar.
- A. s. ripponi: noordelijk en oostelijk Myanmar, zuidelijk China en noordwestelijk Vietnam.